# Herb Afuli
Herb Afuli został po raz pierwszy opublikowany 30 października 1958 roku.
Jest to przedzielona na dwoje tarcza, w której górna pomarańczowa część reprezentuje przemysłowo-rzemieślniczy rozwój miasta, natomiast dolna zielona część przedstawia rolnicze wykorzystanie Doliny Jezreel. Afula jest często nazywana „stolicą Doliny Jezreel”.
W górnym polu umieszczono wizerunek wioski, która rozwijała się w dolinie pomiędzy górującymi nad nią górami. W dolnej części umieszczono wyobrażenia narzędzi rzemieślniczych i płodów rolnych. U góry widnieje napis w języku hebrajskim – עפולה (Afula).